# Praporgic

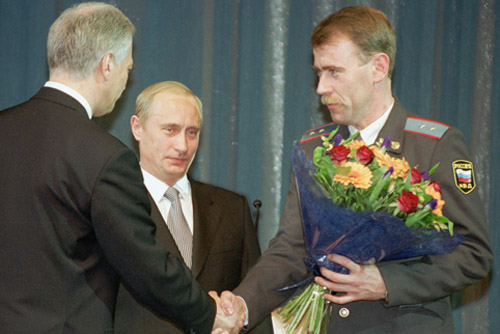
Palatul Kremlin de la Moscova. Reuniune solemnă dedicată Zilei Poliției. Decorarea celor mai buni angajați ai MInisterului de Interne. Decorarea cu Ordinul pentru Curaj a praporgicului Iuri Zimin (în dreapta)

Praporgic (în rusă пра́порщик, transliterat: praporșcik) este un grad în armata rusă și este folosit în alte unități militarizate ale statului rus precum Poliția. El era un grad de ofițer inferior (comparabil cu gradul OF-1 din sistemul NATO) în Rusia Imperială și a fost restaurat în anii 1970 ca un grad intermediar între cele din grupul subofițerilor și cel al ofițerilor (comparabil cu OR-9).

## Rusia Imperială
Praporgicul a fost inițial un grad de Ober-ofizer, în conformitate cu Tabelul rangurilor, clasa a XII-a/a XIII-a în forțele militare ale Imperiului Rus echivalent cu gradul de ofițer un ofiter de rang (OF-1). Gradul a fost desființat în 1917 de către bolșevici (dar a continuat să existe în perioada 1917-1921 în Armata Albă) și restaurat în anii 1970 în fosta URSS pentru subofițeri și a devenit echivalent cu gradul de subofițer OR-9 din structura forțelor NATO.
Acest grad a fost introdus pentru prima dată în noile regimente de streliți. Numele său provine din termenul slavon prapor (прапор), ce înseamnă steag; praporgicul era un purtător de steag în trupele militare ale Rusiei Kievene. În noile regimente de streliți și „noua armată” a lui Petru cel Mare, praporgicul era considerat cel mai mic grad de ofițer; acest lucru a fost legalizat prin Tabelul rangurilor din 1722. Prin secolul al XIX-lea gradul a fost acordat subofițerilor superiori ai Armatei Ruse aflați la pensie sau în rezervă, precum și ofițerilor voluntari fără stagiu militar anterior. De atunci ofițerii și-au început serviciul militar cu gradul de podporucik.
În ciuda acestui fapt, podpraporșcik („sub-stegar”) era unul dintre gradele de subofițeri aflat inițial sub gradele de sergent și feldwebel. Din 1826 până în 1884 a devenit cel mai mare grad de subofițer în infanterie, cavalerie și Garda Imperială. Începând din 1884 gradul de podpraporșcik a fost plasat mai jos de gradul nou introdus de zauriad praporșcik („stegar adjunct”).
| grad inferior: Zauriad-praporșcik | Praporgic | grad superior: Podporucik |

## Armata și Miliția Sovietică
În Armata Sovietică, reintroducerea gradului de praporgic în 1972, împreună cu gradul de miciman din Marina Sovietică, a marcat încercarea de reconstituire a corpului de subofițeri angajați prin contract similari sergenților-majori, rol care era anterior rezervat personalului militar experimentat de rang inferior. Contrar practicii occidentale de acordare a gradului de sergent major militarilor veterani, gradele sovietice de starșina și sergent au fost acordate în mod obișnuit militarilor în vârstă de 20 de ani la sfârșitul celor doi ani de stagiu militar. Praporgicii erau voluntari mai în vârstă, care aveau mai multă autoritate asupra militarilor în termen decât sergenții de aceeași vârstă cu ei; ei erau plasați într-o categorie separată de „subofițeri superiori” (praporgic și miciman).

## Gradul depraporgicîn Federația Rusă

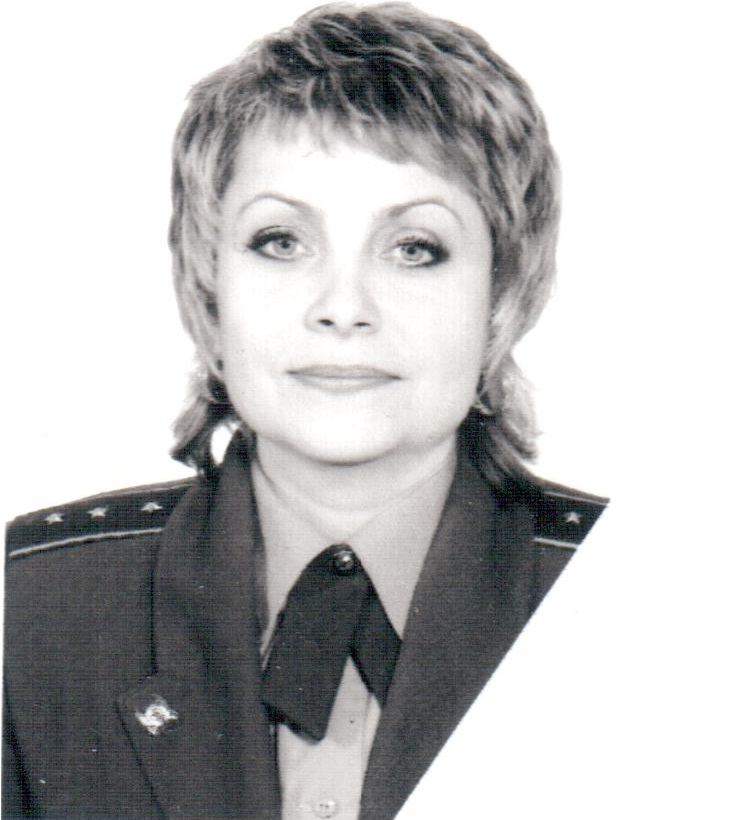
„Starși praporșcik” al Forțelor Armate din Federația Rusă în uniformă de serviciu (de sex feminin).

Gradul de praporgic continuă să fie utilizat în armatele statelor ex-sovietice.
De adormirea maicii domnului, din decembrie 2010, în ianuarie–Martie pentru serviciul militar nu mai este acceptat în persoană sau gradul de locotenent senior ofițer, și cei care nu au încă contractul a expirat sau a ajuns la limită de vârstă, continuă să servească, conservarea rang și insignia. Eliminarea nu a afectat trupele Ministerului de Interne, polițiștii de frontieră, FSB, FSO, trupele MES și a altor formațiuni militare, diferite de la Ministerul Apărării rus, în plus, există un civile speciale departamente rang de Sublocotenent.
La 27 februarie 201, în consiliul de conducere extins al Ministerului Apărării al Federației Ruse, ministrul rus al apărării Serghei Șoigu a anunțat revenirea la folosirea militarilor profesioniști, angajați prin contract, în Forțele Armate ale Rusiei.

## Denumirea gradului în alte țări
În unele țări au existat grade cu denumiri echivalente sau aproape similare.
- ⇒ belarusă Прапаршчык
- ⇒ cehă Praporčík
- ⇒ georgiană პრაპორშჩიკი
- ⇒ kazahă Прапорщик
- ⇒ slovacă Práporčík
- ⇒ slovenă Praporščak
- ⇒ ucraineană прапорщик

Țări cu denumiri diferite ale gradului
Unele țări membre ale fostului Pact de la Varșovia au avut grade echivalente, cu diferite denumiri.
- ⇒ azeră Gizir
- ⇒ germană Fähnrich
- ⇒ poloneză Chorąży
- ⇒ sârbă Заставник, cu alfabetul latin: Zastavnik
- ⇒ maghiară Zászlós

Particularitate
În fosta Republică Populară Bulgaria acest grad nu a existat.